# 許聖梅
許聖梅（1965年3月8日—），臺灣新聞工作者、名嘴，曾擔任《自由時報》記者22年，後被資遣。曾任八大第一台靈異節目《第六度空間》主持人，現多於綜藝節目、談話性節目擔任來賓。

## 簡歷
許聖梅出生於臺北縣中和市（現新北市中和區），父親許學恭為新聞工作者，母親在許聖梅5歲時自殺身亡，有一個妹妹。許聖梅畢業於積穗國小、靜修女中、世界新聞專科學校三專部編輯採訪科，畢業後進入自由時報擔任記者，1988年與馬紀先結婚。在擔任記者22年後，於2009年轉戰名嘴，以辛辣敢說的風格，成為各大綜藝節目、談話性節目的熱門來賓。曾與陳為民共同主持八大第一台靈異節目《第六度空間》。
許聖梅自述曾多次整形，包括2007年做隆乳手術，下巴植入人工軟骨；2012年做拉皮；2013年在眼尾及嘴唇打肉毒桿菌等。許聖梅曾被另一名嘴陳安儀指控介入婚姻，引發許聖梅與陳安儀兩人多次爭論。
許聖梅與粘嫦鈺、陳玲玲、呂文婉四人，因常為談話性節目的固定班底，被封為「名嘴四大金釵」。2013年與呂文婉、陳玲玲組團「名嘴界S.H.E」。2014年8月13日晚間，許聖梅遭到2名男子潑漆攻擊，後查明為竹聯幫巫思緯因不滿許聖梅在節目中的言論，而指使人進行潑漆。

## 主持作品

### 電視節目
- 八大第一台《第六度空間》（與陳為民共同主持）

## 演出作品

### 電視劇
- 2010年台視《家有四千金》飾 命理師
- 2015年三立台灣台《甘味人生》飾 許聖梅
- 2021年公視《火神的眼淚》飾 何月眉

## 節目來賓
- Channel [V]娛樂台《我愛黑澀會》
- 華視《Power星期天》
- 三立都會台《王牌大賤諜》
- JET綜合台《新聞挖挖哇》
- JET綜合台《命運好好玩》
- 八大綜合台《娛樂百分百》
- 中天娛樂台《瘋狂大悶鍋》
- 中天綜合台《康熙來了》
- 中天綜合台《麻辣天后傳》
- 中天新聞台《新聞龍捲風》
- 中視《庶民大頭家》
- 壹電視新聞台《超級女生》
- 公視《誰來晚餐》（第五季第九集）
- 高點電視台《震震有詞》

## 外部連結
- 許聖梅的Facebook專頁
- YouTube上的【危機女王｜哏傳媒】許聖梅播放列表